# Parcelles Assainies
Die Parcelles Assainies (Plural) sind einer der 19 Stadtbezirke der Metropole Ville de Dakar, der Hauptstadt Senegals mit dem Status einer Gemeinde (commune). Der Name bedeutet schlicht, dass es sich um einen Stadtteil handelt, der von Anfang an mit Kanalisation und einer geordneten Grundstücks- und Straßenentwässerung geplant worden war. Ohne solche Vorkehrungen würden nicht zuletzt Starkregenereignisse während der Regenzeit in dem flachwelligen Stadtgebiet, das kaum über natürliche Abflüsse (Vorfluter) verfügt, für Überschwemmungen sorgen.

## Geografie

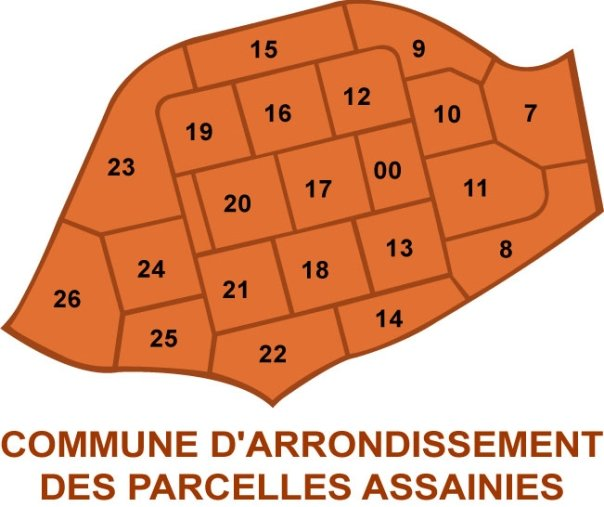
Planskizze der Stadtviertel

Die Parcelles Assainies liegen als linsenförmig umgrenzter Stadtbezirk im Norden der Cap-Vert-Halbinsel und verfügen über einen rund 800 Meter langen Küstenabschnitt der Grande-Côte. Die Ost-West-Ausdehnung des Bezirks beträgt rund drei Kilometer, die Süd-Nord-Ausdehnung liegt bei rund 1800 Meter. Das Straßennetz zeigt weitestgehend ein schachbrettartiges Muster und die Hauptverkehrsachsen teilen den Stadtbezirk in durchnummerierte jeweils als Unité bezeichnete Stadtviertel.
Im Westen werden die Parcelles Assainies von der vierstreifigen Schnellstraße Voie de Dégagement Nord (VDN) begrenzt. Die Südgrenze folgt der nördlichen Zubringerstraße zum Stade Léopold Sédar Senghor und der Route des Niayes. Im Nordosten sind die Parcelles Assainies mit dem Stadtbezirk Cambérène baulich zusammengewachsen und im Osten reichen die Parcelles Assainies bis zu der Straße, die von Cambérène nach Süden zur N 1 führt. Benachbart sind im Uhrzeigersinn der Stadtbezirk Cambérène im Nordosten, der Stadtbezirk Golf Sud der Nachbarstadt Guédiawaye im Osten sowie die Stadtbezirke Patte d’Oie im Süden und Yoff im Westen.
Der Stadtbezirk hat eine Fläche von 3,892 km². Er ist vollständig bebaut und außerordentlich dicht besiedelt.

## Geschichte
Im Jahr 1996 wurde Parcelles Assainies als commune d’arrondissement im Arrondissement de Dakar Plateau zu einem Stadtbezirk der Metropole Ville de Dakar. Im Jahr 2014 erhielt der Stadtbezirk, wie in Senegal alle communes d'arrondissement, den landesweit einheitlichen Status einer Gemeinde (commune).

## Bevölkerung
Die letzten Volkszählungen ergaben für den Stadtbezirk jeweils folgende Einwohnerzahlen:
| Jahr | Einwohner |
| ---- | --------- |
| 1988 | …         |
| 2002 | 127 947   |
| 2013 | 159 498   |
| 2023 | 167.671   |

## Wirtschaft und Infrastruktur
Im Stadtviertel Unité 00 konzentrieren sich alle Einrichtungen, die für das Leben in den Parcelles Assainies von Bedeutung sind. So finden sich dort das Rathaus (Mairie), die Hallen des Zentralmarkts, der zentrale Busbahnhof (Terminus), die Feuerwache (Caserne des Sapeurs Pompiers), die katholische Kirche Marie Immaculée, die Post, ein Ärztehaus und ein Kulturzentrum.